# Francis Torreborre
Francis Torreborre (9 augustus 1993) is een Belgisch basketballer.

## Carrière
Torreborre speelde in de jeugd van Royal Ans, BC Awans, BC Alleur voordat hij de jeugd van Liège Basket vervoegde. In het seizoen 2014/15 maakte hij zijn debuut op het hoogste niveau maar vertrok op het einde van het seizoen naar RBC Pepinster. Na een seizoen zette hij een stap terug en ging spelen in de tweede klasse bij Basics Melsele, na een jaar ging hij spelen bij reeksgenoot Cuva Houthalen.
van 2018 tot 2019 speelde hij in Italië bij Il Globo Basket Isernia, in het seizoen 2019/20 keerde hij terug naar de hoogste klasse in België bij Liège Basket en won de dunkcontest dat jaar. Na het seizoen vertrok hij naar derdeklasser RPC Anderlecht, na een seizoen ging hij aan de slag bij de Oostenrijkse tweedeklasser Dornbirn Lions. Na een korte periode daar vervoegde hij de Tsjechische eersteklasser BC Kolín. Hij vertrok begin 2022 bij Kolin en speelde de rest van het seizoen uit bij het Zwitserse BC Winterthur waar hij op het einde van het seizoen een contract tekende voor nog een jaar.
In januari 2024 tekende hij in de Oostenrijkse competitie bij BBU Salzburg maar verliet de ploeg al in maart 2024. In oktober 2024 speelde hij voor RBC Alleur in afwachting van een andere club. In januari 2025 tekende hij bij het Griekse Apollon Patras BC.